# Coloma Julià Adrover
Coloma Julià Adrover   (Llucmajor, 1949) és una activista lingüística mallorquina, professora jubilada de català a l'IES Llucmajor, impulsora de la delegació de Llucmajor de l'Obra Cultural Balear i de la revista Llucmajor de Pinte en Ample on participa com a fotògrafa. El 2005 va rebre el Premi 31 de desembre en reconeixement del voluntariat lingüístic. El 2009 guanyà un segon premi de la IX edició del concurs “Dones fotografien dones”, de la secció en blanc i negre, amb la fotografia Ella també du la iniciativa.